# Hugo Boy monachus
Hugo Boy monachus (* im 14. Jahrhundert wahrscheinlich in Dordrecht; † im 15. Jahrhundert in den Niederlanden) war ein niederländischer Komponist des späten Mittelalters.

## Leben und Wirken
Über das Leben von Hugo Boy monachus konnte von der musikwissenschaftlichen Forschung noch nichts gefunden werden; ebenso ist auch sein Geburts- und Sterbedatum bisher unbekannt geblieben. Er war um das Jahr 1400 herum aktiv.
Es sind von ihm einige Musikstücke überliefert, die im Balladenstil des 14. Jahrhunderts geschrieben sind. Eines davon ist das niederländische dreistimmige Lied „Genade Venus, vrouwe tzart“. Seine Kompositionen werden in einem der sogenannten Niederländischen Hof-Fragmente aufbewahrt (welches auch das Werk von Martinus Fabri enthält) und zwar in der Handschrift „MS membr. 2720“ der Universität Leiden. Von dem genannten Lied ist nur die Melodie vollständig erhalten geblieben.

## Bedeutung
Auf Grund seines musikalischen Stils und seiner Lebenszeit gehört Hugo Boy monachus, zusammen mit Johannes Ciconia und Martinus Fabri, zu den Vorläufern und Wegbereitern der franko-flämischen Musik.